# Дюлорме, Томас
То́мас Дюло́рме (англ. Thomas Dulorme; род. 29 января 1990, Сен-Мартен, Франция) — пуэрто-риканский боксёр-профессионал выступающий в первой полусредней и в полусредней весовых категориях. Среди профессионалов бывший претендент на титул чемпиона мира по версии WBO (2015) в 1-м полусреднем весе, бывший чемпион Северной Америки по версии NABF (2012) в полусреднем весе.

## Биография
Томас Дюлорме родился 29 января 1990 года в Сен-Мартен — французской части острова Святого Мартина. Позднее его семья переехала в Доминиканскую республику, а затем, когда ему исполнилось 9 лет, в Пуэрто-Рико.
Помимо занятий спортом Томас собирается получить высшее образование по специальности инженер, в течение четырёх лет он проходил обучение в Политехническом университете Пуэрто-Рико и планирует получить диплом в 2012 году. С раннего детства Дюлорме увлекался рисованием, а так как его отец по профессии инженер, то дома всегда были сложные геометрические планы, которыми маленький Томас начал интересоваться. Он прерывал своё обучение в университете, ради того, чтобы повысить свои навыки в технике рисования, в одном из художественных лицеев. Дюлорме отмечал, что перед тем, как получить диплом он хочет приобрести, как можно больше знаний, чтобы эффективно справляться с работой.

## Любительская карьера
В 8 лет Дюлорме начал заниматься боксом. Он одержал 140 побед при 2 поражениях на любительском ринге. Дюлорме побеждал в любительских турнирах по боксу — «Золотые перчатки» Доминиканской республики, Сен-Мартена и Пуэрто-Рико. Несмотря на то, что Томас родился за пределами Пэурто-Рико, он считает себя пуэрториканцем и стремится представлять эту страну каждый раз, когда выходит на ринг. Дюлорме тренируется у Хосе Бонилльи и имеет трёх промоутеров: Хавьера Бастилльо, Лу ДиБеллу и Гарри Шо.

## Профессиональная карьера
13 августа 2008 года состоялся дебют Дюлорме в профессиональном боксе. Первые три боя в своей карьере он выступал в лёгкой весовой категории (все три поединка закончились победой Томаса), затем перешёл в первый полусредний вес, где провёл ещё три успешных боя.

### Полусредняя весовая категория
27 июля 2010 года Дюлорме провёл первый бой в полусредней весовой категории против Кейви Арсе. Во 2-м раунде судья остановил бой — Томас победил техническим нокаутом. Несмотря на тяжёлый дебют в профессиональном боксе (победа решением большинства судей), 10 своих следующих боёв Дюлорме закончил досрочными победами.

#### Бой с Демаркусом Корли
10 июня 2011 года Томас встретился с первым известным противником в своей карьере — бывшим чемпионом мира Демаркусом Корли. Дюлорме победил единогласным решением судей, в 3-м раунде Корли побывал в нокдауне.
Затем Томас одержал победы над Чарли Наварро и Арисом Эмбризом.

### Первая полусредняя весовая категория

#### Чемпионский бой с Теренсом Кроуфордом
18 апреля 2015 года проиграл техническим нокаутом в 6-м раунде американцу Теренсу Кроуфорду бой за вакантный титул чемпиона мира в 1-м полусреднем весе по версии WBO.

## Таблица профессиональных поединков
В таблице перечислены результаты всех поединков боксёров.
В каждой строке указан результат поединка. Дополнительно номер поединка обозначен цветом, который обозначает итог поединка. Расшифровка обозначений и цветов представлена в нижеследующей таблице.
| Пример | Расшифровка                     |
| ------ | ------------------------------- |
|        | Победа                          |
|        | Ничья                           |
|        | Поражение                       |
|        | Планируемый поединок            |
|        | Поединок признан несостоявшимся |
| КО     | Нокаут                          |
| ТКО    | Технический нокаут              |
| PTS    | Решение судей (по очкам)        |
| UD     | Единогласное решение судей      |
| MD     | Решение большинства судей       |
| SD     | Раздельное решение судей        |
| RTD    | Отказ от продолжения боя        |
| DQ     | Дисквалификация                 |
| NC     | Поединок признан несостоявшимся |

| 34 поединка, 26 победа (17 нокаутом), 7 поражений, 1 ничья. | 34 поединка, 26 победа (17 нокаутом), 7 поражений, 1 ничья. | 34 поединка, 26 победа (17 нокаутом), 7 поражений, 1 ничья. | 34 поединка, 26 победа (17 нокаутом), 7 поражений, 1 ничья. | 34 поединка, 26 победа (17 нокаутом), 7 поражений, 1 ничья.        | 34 поединка, 26 победа (17 нокаутом), 7 поражений, 1 ничья. | 34 поединка, 26 победа (17 нокаутом), 7 поражений, 1 ничья. |
| Бой                                                         | Рекорд                                                      | Дата                                                        | Соперник                                                    | Место боя                                                          | Результат                                                   | Данные о бое |
| ----------------------------------------------------------- | ----------------------------------------------------------- | ----------------------------------------------------------- | ----------------------------------------------------------- | ------------------------------------------------------------------ | ----------------------------------------------------------- | --- |
| 34                                                          | 26-7-1                                                      | 27 апреля 2024                                              | Верджил Ортис (20-0)                                        | Save Mart Center, Фресно, Калифорния, США                          | KO 1 (12), 2:39                                             | |
| 33                                                          | 26-6-1                                                      | 22 июля 2022                                                | Абрахан Перальта (19-11)                                    | Coliseo Carlos 'Teo' Cruz, Санто-Доминго, Доминиканская Республика | TKO 3 (8)                                                   | |
| 32                                                          | 25-6-1                                                      | 30 октября 2021                                             | Джарон Эннис (26-1)                                         | Мандалай-Бэй, Лас-Вегас, Невада, США                               | KO 1 (10), 1:49                                             | |
| 31                                                          | 25-5-1                                                      | 30 октября 2021                                             | Эймантас Станёнис (12-0)                                    | Mohegan Sun Arena, Анкасвилл, Коннектикут, США                     | UD 12                                                       | Счёт судей: 111-117, 112-116, 113-115. |
| 30                                                          | 25-4-1                                                      | 21 августа 2019                                             | Джеймел Джеймс (26-1)                                       | Peacock Theater, Лос-Анджелес, Калифорния, США                     | UD 12                                                       | Бой за титул временного чемпиона по версии WBA в полусреднем весе. Счёт судей: 111-117, 113-115, 112-116.                                                        |
| 29                                                          | 25-3-1                                                      | 21 сентября 2019                                            | Террел Уильямс (18-0)                                       | Mechanics Bank Theater, Бейкерсфилд, Калифорния, США               | UD 10                                                       | Счёт судей: 96-93, 98-91 (дважды). |
| 28                                                          | 24-3-1                                                      | 6 октября 2018                                              | Джесси Варгас (28-2-1)                                      | Wintrust Arena, Чикаго, Иллинойс, США                              | MD 12                                                       | За вакантный титул WBC Silver в полусреднем весе. Счёт судей: 111-115, 113-113, 113-113.                                                                         |
| 27                                                          | 24-3                                                        | 26 августа 2017                                             | Йорденис Угас (19-3)                                        | T-Mobile Arena, Парадайс, Невада, США                              | UD 10                                                       | Счёт судей: 91-94, 92-93 (дважды). |
| 26                                                          | 24-3                                                        | 14 января 2017                                              | Брайан Джонс (14-6)                                         | Barclays Center, Нью-Йорк, США                                     | TKO 6 (8), 1:49                                             | |
| 25                                                          | 23-2                                                        | 18 июня 2016                                                | Хесус Гуррола (22-8-3)                                      | Pabellon de la Feria, Альбасете, Испания                           | RTD 3 (8), 3:00                                             | |
| 24                                                          | 22-2                                                        | 18 апреля 2015                                              | Теренс Кроуфорд (25-0)                                      | College Park Center, Арлингтон, Техас, США                         | TKO 6 (12), 1:51                                            | Бой за вакантный титул WBO в полусреднем весе. |
| 23                                                          | 22-1                                                        | 6 декабря 2014                                              | Генри Ланди (25-3-1)                                        | Барклайс-центр, Нью-Йорк, США                                      | SD 10                                                       | Бой за титул чемпиона по версии NABF (1-я защита Дюлорме) и вакантный титул чемпиона по версии WBO-NABO в 1-м полусреднем весе. Счёт судей: 97-92, 96-93, 93-96. |
| 22                                                          | 21-1                                                        | 29 марта 2014                                               | Карим Мэйфилд (18-0-1)                                      | Бордвок Холл, Атлантик-Сити, Нью-Джерси, США                       | UD 10                                                       | Бой за вакантный титул чемпиона по версии NABF в 1-м полусреднем весе. Счёт судей: 97-93, 96-94, 98-92.                                                          |
| 21                                                          | 20-1                                                        | 30 ноября 2013                                              | Гектор Веласкес (54-19-3)                                   | Coliseo Guillermo Angulo, Каролина, Пуэрто-Рико                    | UD 8                                                        | Счёт судей: 80-72 (трижды). |
| 20                                                          | 19-1                                                        | 17 августа 2013                                             | Франциско Фигероа (20-5-1)                                  | Revel Resort, Атлантик-Сити, Нью-Джерси, США                       | TKO 8 (10), 0:47                                            | |
| 19                                                          | 18-1                                                        | 6 апреля 2013                                               | Бен Анкра (17-12)                                           | Coliseo Guillermo Angulo, Каролина, Пуэрто-Рико                    | UD 8                                                        | Счёт судей: 80-72 (трижды). |
| 18                                                          | 17-1                                                        | 21 февраля 2013                                             | Эдди Брукс (9-3)                                            | Roseland Ballroom, Нью-Йорк, США                                   | KO 1 (8), 1:35                                              | |
| 17                                                          | 16-1                                                        | 27 октября 2013                                             | Луис Карлос Абрегу (33-1)                                   | Turning Stone Resort Casino, Нью-Йорк, США                         | RTD 7 (10), 2:35                                            | Бой за вакантный титул чемпиона по версии WBC International в полусреднем весе.                                                                                  |
| 16                                                          | 16-0                                                        | 31 августа 2012                                             | Йорай Эстрелья (10-7-2)                                     | Coliseo Guillermo Angulo, Каролина, Пуэрто-Рико                    | UD 10                                                       | Счёт судей: 100-90 (трижды). |
| 15                                                          | 15-0                                                        | 14 июня 2012                                                | Альберто Эррера (8-6-1)                                     | Roseland Ballroom, Нью-Йорк, США                                   | RTD 7 (10), 3:00                                            | |
| 14                                                          | 14-0                                                        | 7 февраля 2012                                              | Арис Эмбриз (16-2-1)                                        | Chumash Casino, Санта-Инес Калифорния, США                         | KO 1 (10), 2:12                                             | Бой за вакантный титул по версии NABF в полусреднем весе. |
| 13                                                          | 13-0                                                        | 22 октября 2011                                             | Чарли Наварро (20-4)                                        | Roberto Durán Arena, Панама, Панама                                | UD 9                                                        | Бой за титул по версии WBA-NABA (1-я защита Дюлорме) в полусреднем весе. Счёт судей: 90-80, 89-81 (дважды).                                                      |
| 12                                                          | 12-0                                                        | 10 июня 2011                                                | Демаркус Корли (37-17-1)                                    | Roseland Ballroom, Нью-Йорк, США                                   | UD 10                                                       | Бой за вакантный титул по версии WBA-NABA в полусреднем весе. Счёт судей: 99-90 (трижды).                                                                        |
| 11                                                          | 11-0                                                        | 16 апреля 2011                                              | Харрисон Куэло (20-15-3)                                    | Foxwoods Resort Casino, Коннектикут, США                           | KO 2 (8), 1:27                                              | |
| 10                                                          | 10-0                                                        | 12 марта 2011                                               | Гильермо Вальдес (12-2)                                     | Foxwoods Resort Casino, Коннектикут, США                           | TKO 2 (6), 2:30                                             | |
| 9                                                           | 9-0                                                         | 18 февраля 2011                                             | Хорхе Дельгадо (4-8)                                        | Juan Pachín Vicéns Auditorium, Понсе, Пуэрто-Рико                  | KO 2 (6), 1:18                                              | Дебют в полусреднем весе. |
| 8                                                           | 8-0                                                         | 18 декабря 2010                                             | Хосе Рамон Санчес (2-7-1)                                   | Coliseo Jose Huyke, Моровис, Пуэрто-Рико                           | TKO 2 (6), 1:18                                             | |
| 7                                                           | 7-0                                                         | 17 августа 2010                                             | Кейви Арсе (4-3-1)                                          | Coliseo Jose Huyke, Хуан Диас, Пуэрто-Рико                         | TKO 2 (6), 1:12                                             | |
| 6                                                           | 6-0                                                         | 9 июля 2010                                                 | Хонатан Гонсалес (0-6)                                      | Coliseo Salvador Dijols, Понсе, Пуэрто-Рико                        | KO 2 (4), 1:55                                              | |
| 5                                                           | 5-0                                                         | 4 декабря 2009                                              | Эфрейн Перес (2-4)                                          | Аудитория им. Хуана Пачина Висенса, Понсе, Пуэрто-Рико             | TKO 1 (4), 1:03                                             | |
| 4                                                           | 4-0                                                         | 18 сентября 2009                                            | Алексис Убиллья (0-1)                                       | Coliseo Dolores "Toyita" Melendez, Хуан Диас, Пуэрто-Рико          | TKO 2 (4), 2:48                                             | |
| 3                                                           | 3-0                                                         | 17 июля 2009                                                | Роберто Куэвас (дебют)                                      | Coliseo Dr. Edwin "Puruco" Nolasco, Коамо, Пуэрто-Рико             | TKO 2 (4)                                                   | |
| 2                                                           | 2-0                                                         | 28 февраля 2009                                             | Педро Агосто (дебют)                                        | Juan Pachín Vicéns Auditorium, Понсе, Пуэрто-Рико                  | TKO 1 (4), 1:38                                             | |
| 1                                                           | 1-0                                                         | 13 августа 2008                                             | Давид Родригес (1-2)                                        | Hard Rock Hotel and Casino, Холливуд, США                          | MD 4                                                        | Дебют в профессиональном боксе. Счёт судей: 39-37, 39-36, 38-38.                                                                                                 |

## Особенности стиля
Дюлорме владеет быстрыми и сильными ударами с обеих рук, у него хорошая техника. Томас проявляет хладнокровие в бою, что присуще боксёрам с длинной любительской карьерой.

## Достижения

### Региональные титулы
- Чемпион по версии NABA USA в полусредней весовой категории (2011, 1 защита титула)
- Чемпион по версии NABF в полусредней весовой категории (2012)
- Чемпион по версии WBO NABO в полусредней весовой категории (2014)